# Phyllophaga coronadis
Phyllophaga coronadis är en skalbaggsart som beskrevs av Saylor 1941. Phyllophaga coronadis ingår i släktet Phyllophaga och familjen Melolonthidae. Inga underarter finns listade i Catalogue of Life.